# 高井田中央駅

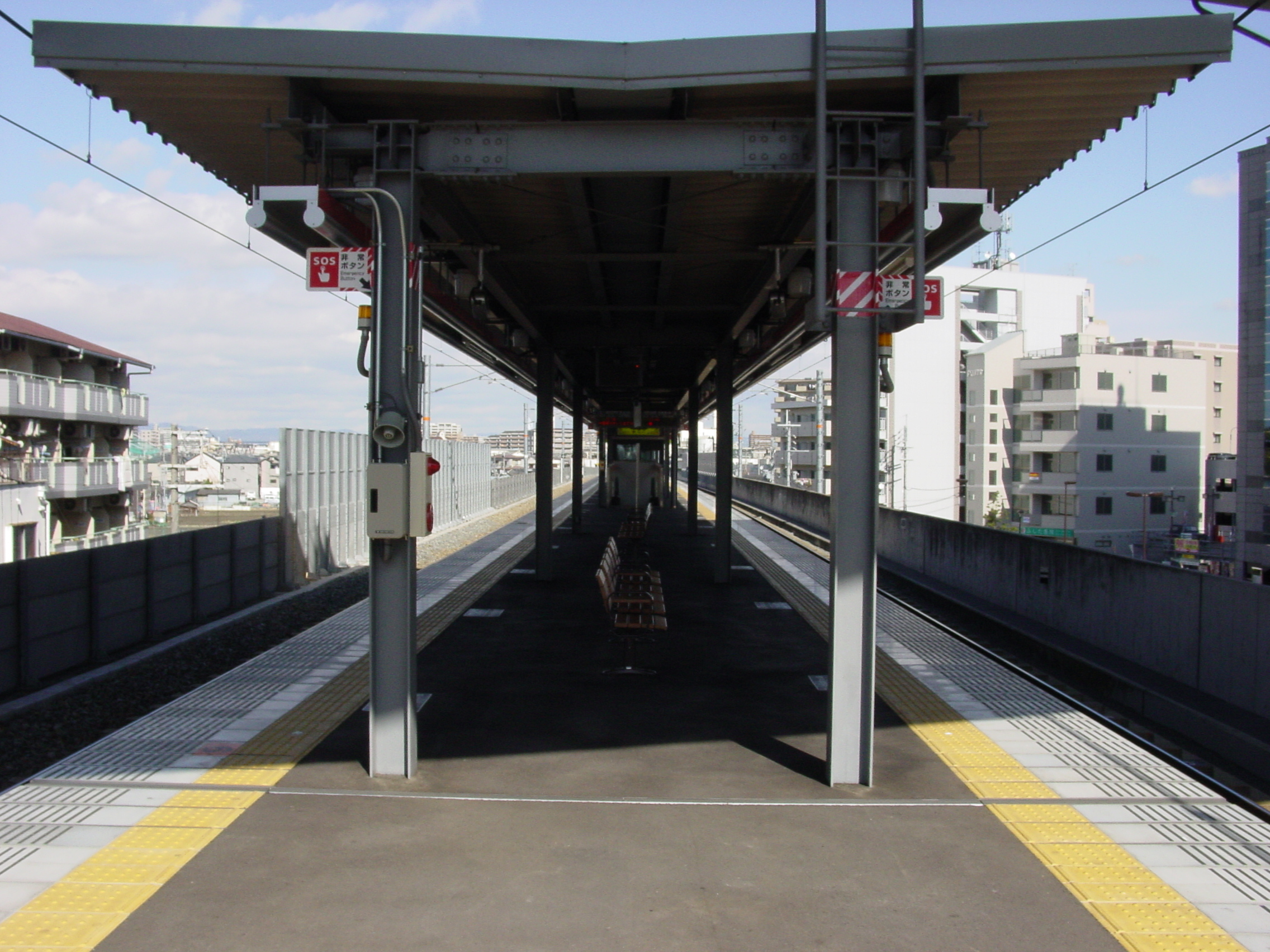
ホーム

高井田中央駅（たかいだちゅうおうえき）は、大阪府東大阪市川俣一丁目にある西日本旅客鉄道（JR西日本）おおさか東線の駅。駅番号はJR-F09。
住所は東大阪市に位置するが、乗車券の取り扱い上は大阪市内に含む。

## 歴史
- 2007年（平成19年）8月23日：駅名を「高井田中央駅」に決定。仮駅名は「高井田駅」であった[2]。
- 2008年（平成20年）3月15日：おおさか東線の放出駅 - 久宝寺駅間の部分開業と同時に開業。大阪環状・大和路線運行管理システムを先行導入。
- 2018年（平成30年）3月17日：駅ナンバリングが導入される。
- 2019年（平成31年）3月16日：おおさか東線全線開業に伴い、大阪市内の駅に編入。同時にJR河内永和駅と共に直通快速が停車するようになる[3]。

### 駅名の由来
おおさか東線の駅は、仮称を高井田駅とされていたが、関西本線（大和路線）に高井田駅（柏原市）があり、区別のため駅名を高井田中央駅とした。「中央」の由来は中央大通りの上にあることからであり、行政区画的には高井田という名前の付く地域の「中央」には位置しておらず、北西の端を少しはみ出たところに位置している。

## 駅構造
島式ホーム1面2線の高架駅で、8両編成対応。上屋は6両分。分岐器や絶対信号機を持たないため、停留所に分類される。エレベーターは1基、エスカレーターは上り用と下り用の1基ずつの2基が設置される。Osaka Metro中央線の高井田駅が真下にあり、当駅の駅入口は高井田駅の2号出入口付近に設けられている。みどりの窓口は設置されておらず出札窓口自体の営業もないが、みどりの券売機が設置されている。
放出駅が管理するJR西日本交通サービスによる業務委託駅であり、一部時間帯は無人となる。そのため改札機・券売機・精算機付近にはインターホンがあり、無人時間帯はコールセンターのオペレーターが対応し各種機器を遠隔制御している。
「モノづくりの中心である先進性・エネルギー」をデザインコンセプトとしている。おおさか東線の途中駅にはステーションカラーが導入されており、この駅のカラーは赤。

### のりば
| のりば | 路線         | 行先                   |
| ------ | ------------ | ---------------------- |
| 1      | おおさか東線 | 放出・新大阪・大阪方面 |
| 2      | おおさか東線 | 久宝寺方面             |

## 利用状況
2023年（令和5年）度の1日平均乗車人員は7,202人である。
開業後の1日平均乗車人員は以下の通りである。
| 年度               | 1日平均 乗車人員 | 出典     |
| ------------------ | ---------------- | -------- |
| 2008年（平成20年） | 2,815            | [ * 1 ]  |
| 2009年（平成21年） | 3,270            | [ * 2 ]  |
| 2010年（平成22年） | 3,586            | [ * 3 ]  |
| 2011年（平成23年） | 3,856            | [ * 4 ]  |
| 2012年（平成24年） | 4,215            | [ * 5 ]  |
| 2013年（平成25年） | 4,494            | [ * 6 ]  |
| 2014年（平成26年） | 4,623            | [ * 7 ]  |
| 2015年（平成27年） | 4,843            | [ * 8 ]  |
| 2016年（平成28年） | 5,039            | [ * 9 ]  |
| 2017年（平成29年） | 5,215            | [ * 10 ] |
| 2018年（平成30年） | 5,466            | [ * 11 ] |
| 2019年（令和元年） | 6,526            | [ * 12 ] |
| 2020年（令和02年） | 5,859            | [ * 13 ] |
| 2021年（令和03年） | 6,146            | [ * 14 ] |
| 2022年（令和04年） | 6,685            | [ * 15 ] |
| 2023年（令和05年） | 7,202            | [ * 16 ] |

## 駅周辺
当駅の東側にはロータリーが設置されている。また、当駅の北側と南側の高架下に駐輪場が設置されている。南側の駐輪場は、国道308号より南側に設置されているため、駅からは横断歩道を渡る必要がある。

## 隣の駅
西日本旅客鉄道（JR西日本）
 おおさか東線
■直通快速・■普通
放出駅 (JR-F08) - 高井田中央駅 (JR-F09) - JR河内永和駅 (JR-F10)

### 記事本文